# Prosaurolophus
Prosaurolophus ('anterior a Saurolophus') és un gènere de dinosaure hadrosàurid que va viure al Cretaci superior en el que avui en dia és Nord-amèrica. Es coneix a partir d'almenys 25 individus pertanyents a dues espècies diferents, incloent cranis i esquelets, però és un gènere obscur.